# Stüvehaus
Das Stüvehaus wurde von 1862 bis 1864 als städtisches Krankenhaus in Osnabrück errichtet, als der Vorgängerbau an der Großen Gildewart zu klein wurde. Nachdem das heutige Stadthaus 1 errichtet worden war, zog das Krankenhaus in dieses Gebäude um. Das Stüvehaus wurde in der Folgezeit unterschiedlich genutzt und beherbergt heute die Volkshochschule Osnabrück sowie eine brasilianische Gastronomie.

## Lage
Das Stüvehaus liegt am Hang des Westerberges oberhalb der Kreuzung vor dem Waterloo-Tor oder oft auch Heger Tor genannt. Die Adresse lautet Bergstraße 8. Während das Waterloo-Tor im Stadtteil Innenstadt steht, befindet sich das auf der gegenüberliegenden Seite der Lotter Straße liegende Felix-Nussbaum-Haus sowie das Akzisehaus schon im Stadtteil Weststadt.
Rückwärtig zum Stüvehaus sind die Bergkirche sowie die Verwaltungsbauten Stadthaus 1 und 2 zu finden.

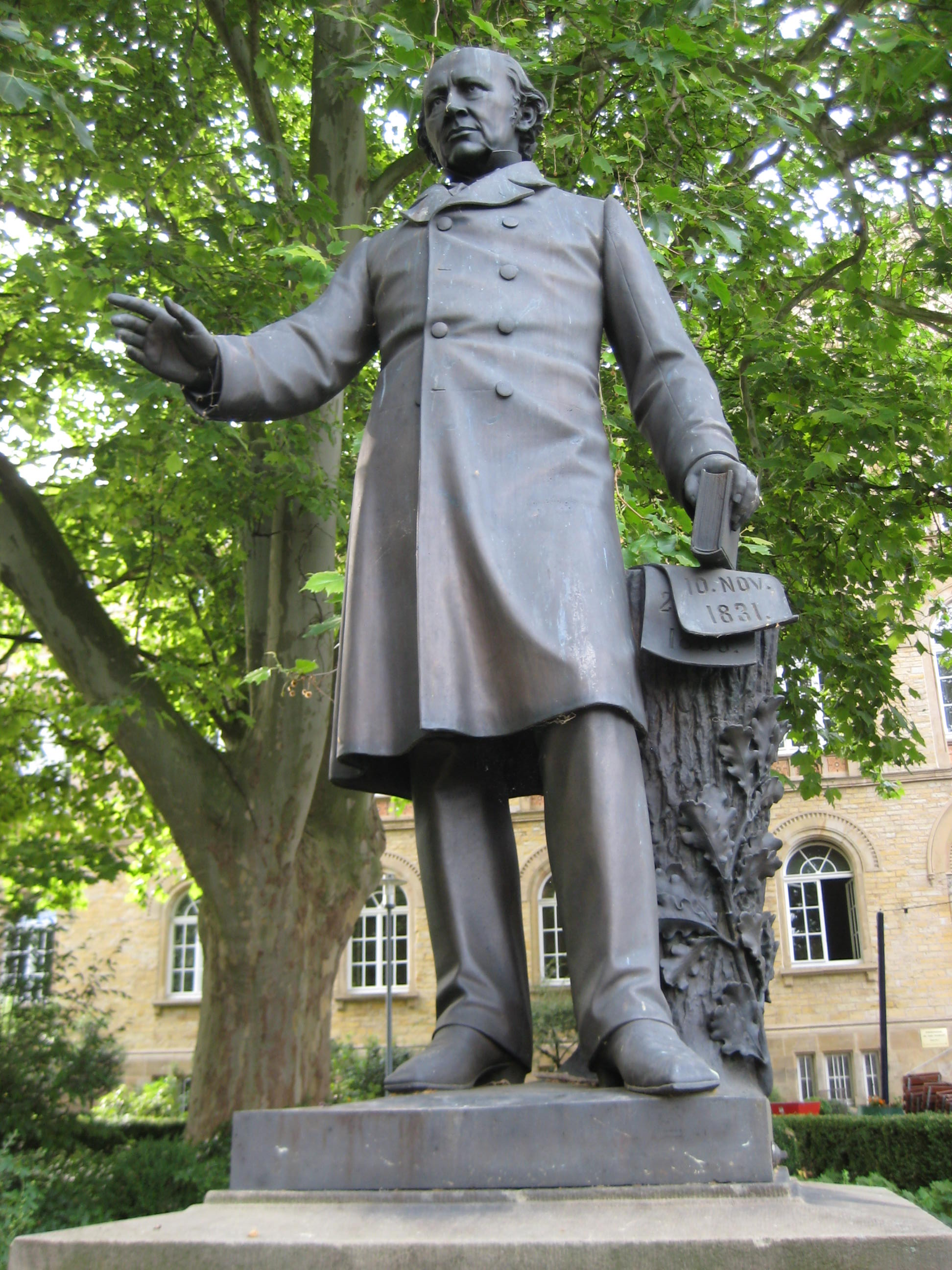
Bronzestatue des Stüvedenkmals

Vor dem Gebäude steht eine große Platane, welche unter der Kennzeichnung ND-OS-S 34 als Naturdenkmal der Stadt Osnabrück verzeichnet ist. Außerdem befindet sich vor dem Gebäude ein durch den Bildhauer Heinrich Pohlmann 1882 erschaffenes Bronzestandbild des Johann Carl Bertram Stüve, welches nach dem Zweiten Weltkrieg vom Markt hierher versetzt wurde. Die Grünfläche vor dem Gebäude trägt offiziell den Namen Platz der Städtefreundschaften.

## Geschichte
Da das alte Stadtkrankenhaus von 1811 an der Straße Große Gildewart bei der in Osnabrück 1859 herrschenden Choleraepidemie sich als zu klein herausgestellt hatte, wurde durch den Osnabrücker Bürgermeister Johann Carl Bertram Stüve der Stadtbaumeister Wilhelm Richard beauftragt, an der Lotter Straße ein neues größeres städtisches Krankenhaus zur errichten. Als Baustil wurde der romanisierende Rundbogenstil ausgeführt, wobei das Gebäude als Hauptwerk dieses Baustils in Osnabrück gilt. Im Dezember 1864 wurde der Bau vollendet und im Frühjahr 1865 bezogen. Die eingebauten Wasserklosetts waren zu dieser Zeit völlig neuartig und mussten den Benutzern erst erklärt werden.
Da das Gebäude ab der Jahrhundertwende kaum noch die Platzbedürfnisse des Krankenhauses erfüllen konnte, wurde nach dem Ersten Weltkrieg ein Neubau in unmittelbarer Nachbarschaft geplant. Nach der Fertigstellung des 1928 begonnenen Baus eines neuen Krankenhauses wurde das Gebäude ab 1931 für verschiedenste Zwecke genutzt. Unter anderem waren hier Wohnungen und auch eine Schule untergebracht, ehe die Volkshochschule das Gebäude komplett nutzte.
Im September 1944 wurde das Gebäude bei einem Luftangriff auf Osnabrück stark beschädigt.